# Кугуборка
Кугуборка — река в России, протекает по территории Кировской области и Республики Татарстан, по нижнему течению реки проходит их граница. Устье реки находится в 20 км от устья реки Шошмы по левому берегу. Длина реки составляет 46 км, площадь водосборного бассейна — 329 км².
Исток находится у нежилой деревни Елькино (Малмыжский район Кировской области), поблизости от границы Республики Марий Эл к северо-западу от села Ральники (центр Ральниковского сельского поселения). Река течёт на юго-восток, протекает село Ральники и деревню Пивоварово, после чего втекает на территорию Балтасинского района Татарстана. Здесь на реке стоят деревни и сёла Шуда, Кугунур, Дурга, Пижмар, Нуринер. Притоки — Осинка, Платинерка (правые). Впадает в Шошму у села Чутай.

## Данные водного реестра
По данным государственного водного реестра России относится к Камскому бассейновому округу, водохозяйственный участок реки — Вятка от водомерного поста посёлка городского типа Аркуль до города Вятские Поляны, речной подбассейн реки — Вятка. Речной бассейн реки — Кама.
Код объекта в государственном водном реестре — 10010300512111100040180.